# Donkergroene basterdwederik
Donkergroene basterdwederik (Epilobium obscurum) is een overblijvende plant die behoort tot de teunisbloemfamilie (Onagraceae).
De plant komt in geheel Europa voor, in Nederland staat de soort op de rode lijst van planten als vrij zeldzaam.

## Kenmerken
De plant wordt 20 tot 90 cm hoog. De paars tot roze bloemen bloeien van juli tot augustus. De vrucht is een doosvrucht.

## Ecologie
Donkergroene basterdwederik komt voor op natte, mesotrofe bodems.

### Syntaxonomie
In de syntaxonomie staat donkergroene basterdwederik te boek als kensoort voor het verbond van veldkers en bronkruid (Cardamino-Montion).